# یونگاورک
یونگاورک (به سوئدی: Ljungaverk) یک منطقهٔ مسکونی در سوئد است که در بخش اونیه واقع شده‌است. یونگاورک ۲٫۸۳ کیلومتر مربع مساحت و ۸۸۵ نفر جمعیت دارد.